# Chris Rolfe
Chris Rolfe (Kettering, Ohio, 17 de enero de 1983) es un exfutbolista estadounidense y su último equipo fue el D.C. United de la Major League Soccer.

## Clubes
| Club                 | País           | Año       |
| -------------------- | -------------- | --------- |
| Chicago Fire Premier | Estados Unidos | 2003-2004 |
| Chicago Fire         | Estados Unidos | 2005-2009 |
| Aalborg Boldspilklub | Dinamarca      | 2010-2012 |
| Chicago Fire         | Estados Unidos | 2012-2014 |
| D.C. United          | Estados Unidos | 2014-2017 |

| Período   | Club                 |
| --------- | -------------------- |
| 2001-2004 | University of Dayton |

| Período   | Selección      | Partidos (goles) |
| --------- | -------------- | ---------------- |
| 2005-2009 | Estados Unidos | 10 (0)           |

## Palmarés

### Campeonatos nacionales
| Título                   | Club         | País           | Año  |
| ------------------------ | ------------ | -------------- | ---- |
| Lamar Hunt U.S. Open Cup | Chicago Fire | Estados Unidos | 2006 |